# Rincón de Soto
Rincón de Soto tỉnh và cộng đồng tự trị La Rioja, phía bắc Tây Ban Nha. Đô thị này có diện tích là 19,86 ki-lô-mét vuông, dân số năm 2009 là 3801 người với mật độ 191,39 người/km². Đô thị này có cự ly 61 km so với Logroño.